# Christian Berndt (Designer)
Christian Berndt (* 23. November 1935 in Großschönau) ist ein deutscher Industriedesigner.

## Leben und Werk
Berndt absolvierte ab 1952 eine Lehre als Möbeltischler und arbeitete dann bis 1955 in seinem Beruf. Von 1955 bis 1962 studierte er an der Kunsthochschule Berlin-Weißensee Formgestaltung, u. a. bei Rudi Högner. Nach dem Diplom arbeitete er bis 1978 in Karl-Marx-Stadt als Designer im VEB Elektronische Rechenmaschinen.
Danach war er bis 1983 Stellvertretender Direktor der Fachschule für angewandte Kunst Schneeberg. Ab 1984 arbeitete er bis zum Eintritt in die Rente als Wissenschaftlicher Mitarbeiter des Bezirkskunstzentrums Karl-Marx-Stadt und danach noch als freischaffender Designer.
Berndt war bis 1990 Mitglied des Verbands Bildender Künstler der DDR.

## Von Berndt designte Produkte (Auswahl)
- Tischfernsprecher W 58 (mit Ekkehardt Bartsch; Produktion ab 1963)[1]
- Datenverarbeitungsanlage ROBOTRON 21 (mit weiteren Designern; Produktion von 1971 bis 1973)[2]

## Publizierter Fachaufsatz (Auswahl)
- Gestaltung von Lochkartenanlagen in der Büromaschinenindustrie der DDR. In: Form + Zweck, Berlin, 1/1967, S. 18–22[3]

## Teilnahme an zentralen und wichtigen regionalen Ausstellungen in der DDR
- 1962/1963 und 1972 bis 1988: Dresden, Fünfte Deutsche Kunstausstellung und VII. bis X. Kunstausstellung der DDR
- 1985: Karl-Marx-Stadt, Bezirkskunstausstellung